# Abri de Frohmuhle
L'abri de Frohmuhle est un abri-caverne se trouvant sur la commune de Petit-Réderching, au lieu-dit la Frohmuehle près du hameau de Holbach, dans le département de la Moselle.

## Position
L'abri de Frohmuhle se situe dans le secteur fortifié de Rohrbach, entre les ouvrages de Rohrbach à l'ouest et du Simserhof à l'est. Comme la majorité des abris d'intervalle, il est légèrement en arrière de la « ligne principale de résistance », au sud de la ligne formée par les casemates de Seelberg Ouest, Seelberg Est, Judenhoff et Holbach.

## Description
Il s'agit d'un abri CORF (du nom de la Commission d'organisation des régions fortifiées) pour une section d'infanterie et un PC de compagnie, du type abri-caverne (l'autre modèle étant l'abri de surface), reprenant l'architecture classique de ce type de réalisation, à savoir des locaux souterrains, à accès en puits, surmontés de deux coffres d'accès. S'y rajoute une sortie de secours.
Chaque bloc d'accès comporte un fossé diamant, une passerelle escamotable, et les moyens de défense rapprochée classiques de ce type de structure : deux cloches GFM et quatre créneaux de tir pour un fusil-mitrailleur.

## État actuel
L'abri est accessible librement, donc vandalisé et pillé.